# Пјано дел Вољио
Пјано дел Вољио (итал. Piano del Voglio) је насеље у Италији у округу Болоња, региону Емилија-Ромања.
Према процени из 2011. у насељу је живело 528 становника. Насеље се налази на надморској висини од 638 м.